# Leše (gmina Litija)
Leše – wieś w Słowenii, w gminie Litija. W 2018 roku liczyła 45 mieszkańców.